# اکوئیتی برندس
اکوئیتی برندس (انگلیسی: Acuity Brands) شرکت الکترونیک آمریکایی است، که در سال ۱۸۹۲ تأسیس شد.